# Anolis vermiculatus
Espèce
Synonymes
- Deiroptyx vermiculatus (Cocteau, 1837)

Anolis vermiculatus est une espèce de sauriens de la famille des Dactyloidae. 

## Noms communs
Anole de Viñales, anole de ruisseau cubain (en anglais Vinales Anole et Cuban Stream Anole).

## Répartition
Cette espèce est endémique de la province de Pinar del Río et régions voisines à Cuba.

## Description
Les mâles mesurent jusqu'à 123 mm et les femelles jusqu'à 83 mm.

## Publication originale
- Duméril & Bibron, 1837 : Erpétologie Générale ou Histoire Naturelle Complète des Reptiles. Librairie. Encyclopédique Roret, Paris, vol. 4, p. 1-570 (texte intégral).